# Маунт-Кармел (Південна Кароліна)
Маунт-Кармел (англ. Mount Carmel) — переписна місцевість (CDP) в США, в окрузі Маккормік штату Південна Кароліна. Населення — 156 осіб (2020).

## Географія
Маунт-Кармел розташований за координатами 34°1′6″ пн. ш. 82°30′16″ зх. д. / 34.01833° пн. ш. 82.50444° зх. д. (34.018453, -82.504446).  За даними Бюро перепису населення США в 2010 році переписна місцевість мала площу 23,80 км², уся площа — суходіл.

## Демографія
Згідно з переписом 2010 року, у переписній місцевості мешкало 216 осіб у 85 домогосподарствах у складі 56 родин. Густота населення становила 9 осіб/км².  Було 123 помешкання (5/км²).
Расовий склад населення:
| - 88,9 % — чорних або афроамериканців - 8,8 % — білих - 1,9 % — азіатів |

До двох чи більше рас належало 0,5 %. Частка іспаномовних становила 0,0 % від усіх жителів.
За віковим діапазоном населення розподілялося таким чином: 21,3 % — особи молодші 18 років, 57,9 % — особи у віці 18—64 років, 20,8 % — особи у віці 65 років та старші. Медіана віку мешканця становила 44,4 року. На 100 осіб жіночої статі у переписній місцевості припадало 78,5 чоловіків;  на 100 жінок у віці від 18 років та старших — 61,9 чоловіків також старших 18 років.
Середній дохід на одне домашнє господарство  становив 40 761 долар США (медіана — 45 833), а середній дохід на одну сім'ю — 45 741 долар (медіана — 47 000). За межею бідності перебувало 25,5 % осіб, у тому числі 100,0 % дітей у віці до 18 років та 13,5 % осіб у віці 65 років та старших.
Цивільне працевлаштоване населення становило 50 осіб. Основні галузі зайнятості: виробництво — 76,0 %, сільське господарство, лісництво, риболовля — 14,0 %, публічна адміністрація — 10,0 %.